# Död snö
Död Snö (norska: Død snø) är en norsk skräckkomedi från 2009.

## Handling
De åtta vännerna Martin, Roy, Hanna, Vegard, Liv, Erlend, Chris och Sara ska tillbringa påsklovet i en stuga uppe i Øksfjord. De får höra av en man att området ockuperades av Nazityskland under andra världskriget, men att lokalbefolkningen jagade upp truppen i bergen där de frös till döds. Han berättar också att det är något som inte står rätt till i bergen. Det är som om själva djävulen skulle varit där. När vännerna hittar en kista med guld så väcks nazisternas sadistiska lustar och girighet till liv, likaså nazisterna.

## Rollista
- Vegar Hoel - Martin
- Stig Frode Henriksen - Roy
- Charlotte Frogner - Hanna
- Lasse Valdal - Vegard
- Evt Kasseth Røsten - Liv
- Jeppe Beck Laursen - Erlend
- Jenny Skavlan - Chris
- Ane Dahl Torp - Sara